# Real santotomense
El real fue la moneda de Santo Tomé y Príncipe hasta el año 1914. Era equivalente al real portugués. Las monedas fueron emitidas específicamente para Santo Tomé y Príncipe hasta el 1825 y los billetes fueron emitidos para la colonia recién en 1897. El real fue sustituido por el escudo santotomense a una tasa de 1.000 reales = 1 escudo.

## Billetes
En 1897, el Banco Nacional Ultramarino introdujo billetes de 1.000, 2.000, 2.500, 5.000, 10.000 y 20.000 reales. En 1909 se agregaron a la circulación los billetes valuados en 50.000 reales.

## Monedas
Hasta el año 1825, se habían acuñado en Santo Tomé y Príncipe monedas de cobre de 20, 40 y 80 reales.